# Clase Nagato

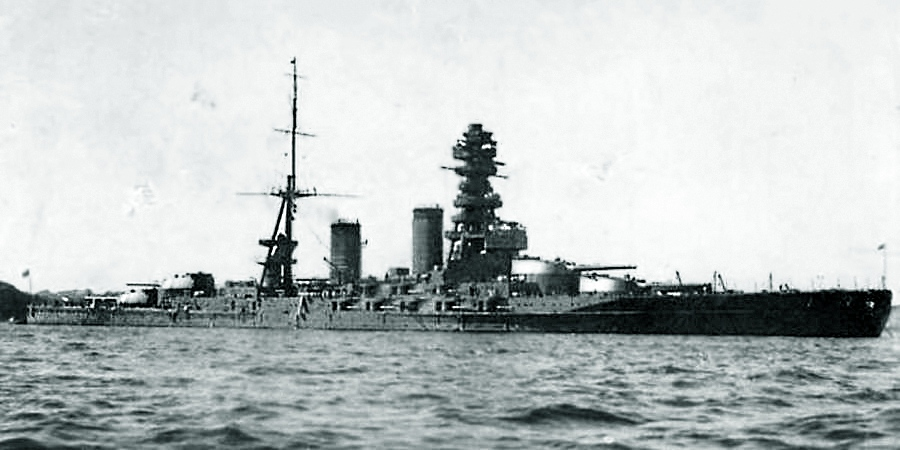
El Mutsu en su configuración original.

Los acorazados Clase Nagato fueron los primeros en todo el mundo en montar piezas artilleras mayores de 16 pulgadas (406 milímetros), montándo cañones navales tipo tercer año de 410 mm/45. Complementaban esa potencia de fuego con un blindaje y una velocidad superiores a la de la mayoría de sus contrapartidas de otras Armadas. La clase estaba compuesta por dos unidades, el Nagato y el Mutsu. Este último se hundió debido a una explosión interna accidental, mientras que el Nagato, tras la Segunda Guerra Mundial, siendo el único acorazado japonés a flote, sirvió como blanco para pruebas atómicas en el atolón de Bikini junto a otros buques.